# System parlamentarny
System parlamentarny – system rządów opierający się na tzw. podwójnej egzekutywie, tzn. rozdziale funkcji szefa rządu i głowy państwa. System ten pozwala na łączenie funkcji w rządzie i parlamencie. Rząd zobowiązany jest do ustąpienia w wyniku otrzymania wotum nieufności w parlamencie. Głowa państwa może rozwiązać parlament, prawo to występuje z pewnymi ograniczeniami (np. w RFN), lub bez ograniczeń (np. w Wielkiej Brytanii).
System parlamentarny występuje zarówno w republikach (zróżnicowane formy), jak i monarchiach (gdzie przeważnie zaznacza się dominacja premiera nad monarchą). Spośród systemów parlamentarnych wyróżnia się następujące jego rodzaje:
- system kanclerski;
- system parlamentarno-gabinetowy;
- system gabinetowo-parlamentarny;
- system parlamentarno-komitetowy.

## Ewolucja rozumienia pojęcia systemu parlamentarnego
Ewolucję rozumienia pojęcia systemu parlamentarnego idąc za Michałem Pietrzakiem można zaprezentować w następujących etapach:
Faza 1: egzystencja dwóch centrów władzy: ustawodawczej i wykonawczej (monarchy) (dualizm) →
Faza 2: koncentracja władzy w rękach parlamentu (monizm) →
Faza 3: odpowiedzialność polityczna ministrów (rządu) przed parlamentem.